# Тизе (Эндр и Луара)
Тизе (фр. Thizay) — коммуна во Франции, в регионе Центр, департамент Эндр и Луара. Население — 262 человек (2008).
Муниципалитет расположен в около 250 км юго-западнее Парижа, 160 км юго-западнее Орлеана, 50 км юго западнее Тура.

## Экономика
В 2007 году среди 166 человек в трудоспособном возрасте (15-64 лет) 133 были активны, 33 — неактивные (показатель активности 80,1 %, в 1999 году было 74,8 %). Из 133 активных работало 126 человек (68 мужчин и 58 женщин), безработных было 7 (5 мужчин и 2 женщины). Среди 33 неактивных 5 человек были учениками или студентами, 20 — пенсионерами, 8 были неактивными по другим причинам.
В 2008 году в коммуне числилось 118 налогооблагаемых домохозяйств в которых проживали 285 лиц, медиана доходов составляла18 677 евро на одного потребителя.